# La Décadanse
Pour le livre, voir décadanse.
Singles de Jane Birkin et Serge Gainsbourg
Ballade de Melody Nelson
(1971) Sex-Shop
(1972)
La Décadanse est une chanson écrite et composée par Serge Gainsbourg et interprétée par Gainsbourg et Jane Birkin, paru en single en décembre 1971.

## Historique
Serge Gainsbourg et Jane Birkin est le couple sulfureux de la fin des années 1960 et début des années 1970 notamment avec le succès de la chanson Je t'aime… moi non plus, qui avait provoqué un scandale dans certains pays.
Le titre est enregistré à la même époque que l'Histoire de Melody Nelson, album concept boudé par le public à l'époque de sa sortie, mais unanimement salué par la critique.
La Décadanse sort uniquement en 45 tours. Comme pour Je t'aime moi non plus, Gainsbourg et Birkin provoquent un scandale, la presse le taxant de « mauvais goût » à cause de termes acerbes et sévères. Toutefois, il ne connaîtra pas le même succès que son prédécesseur, avec seulement plus de 75 000 exemplaires vendus du 45 tours en France. En Italie, le single se classe à la 20e place du hit-parade, tandis qu'au Québec, il se hisse à la 17e place.

## Classements hebdomadaires
| Classement (1972)                       | Meilleure place |
| --------------------------------------- | --------------- |
| Belgique (Wallonie Ultratop 50 Singles) | 13              |
| Italie (Musica e dischi)                | 20              |
| Québec (Palmares francophone)           | 17              |

## Reprise
En 2007, Alain Chamfort reprend ce titre avec Mylène Jampanoï.